# Гроувпорт (Огайо)
Гроувпорт (англ. Groveport) — місто (англ. city) в США, в окрузі Франклін штату Огайо. Населення — 6009 осіб (2020).

## Географія
Гроувпорт розташований за координатами 39°51′25″ пн. ш. 82°53′25″ зх. д. / 39.85694° пн. ш. 82.89028° зх. д. (39.857074, -82.890333).  За даними Бюро перепису населення США в 2010 році місто мало площу 22,76 км², з яких 22,17 км² — суходіл та 0,59 км² — водойми.

## Демографія
Згідно з переписом 2010 року, у селищі мешкали 5363 особи в 2099 домогосподарствах у складі 1471 родини. Густота населення становила 236 осіб/км².  Було 2300 помешкань (101/км²).
Расовий склад населення:
| - 82,1 % — білих - 12,5 % — чорних або афроамериканців - 1,9 % — азіатів - 0,3 % — корінних американців - 1,0 % — осіб інших рас |

До двох чи більше рас належало 2,3 %. Частка іспаномовних становила 2,2 % від усіх жителів.
За віковим діапазоном населення розподілялося таким чином: 23,7 % — особи молодші 18 років, 63,8 % — особи у віці 18—64 років, 12,5 % — особи у віці 65 років та старші. Медіана віку мешканця становила 39,9 року. На 100 осіб жіночої статі у селищі припадало 92,8 чоловіків;  на 100 жінок у віці від 18 років та старших — 89,7 чоловіків також старших 18 років.
Середній дохід на одне домашнє господарство  становив 69 917 доларів США (медіана — 57 346), а середній дохід на одну сім'ю — 86 079 доларів (медіана — 71 884). Медіана доходів становила 42 457 доларів для чоловіків та 43 929 доларів для жінок. За межею бідності перебувало 6,2 % осіб, у тому числі 6,4 % дітей у віці до 18 років та 7,1 % осіб у віці 65 років та старших.
Цивільне працевлаштоване населення становило 2987 осіб. Основні галузі зайнятості: освіта, охорона здоров'я та соціальна допомога — 21,4 %, науковці, спеціалісти, менеджери — 13,7 %, роздрібна торгівля — 12,7 %.